# Морки
Морки́ (луговомар. Морко) — посёлок городского типа, административный центр Моркинского района Республики Марий Эл России.

## География
Расположен в ~73 км к юго-востоку от Йошкар-Олы (99 и 112 км по дорогам). Расстояние до ближайшей железнодорожной станции 56 км.

## История
Образован в 1678 году.
20 августа [1 сентября] 1867 года в селе родился Адриан Алексеевич Чурилин (будущий Епископ Авраамий).
В Морках в 1908 году российский художник Николай Фешин работал над этюдами и эскизами для картины «Черемисская свадьба».
С 1925 года Морки получили статус села. Население к тому времени составило 513 человек, из них 144 марийцев и 369 русских.
Статус посёлка городского типа — с 1969 года.

## Население
| 1925  | 1959  | 1970  | 1979  | 1989  | 2002  | 2009    | 2010  | 2012  | 2013  | 2014  | 2015  |
| ----- | ----- | ----- | ----- | ----- | ----- | ------- | ----- | ----- | ----- | ----- | ----- |
| 513   | ↗3523 | ↗5344 | ↗7459 | ↗9612 | ↗9686 | ↗10 015 | ↘9914 | ↘9670 | ↘9448 | ↘9269 | ↘9176 |
| 2016  | 2017  | 2018  | 2019  | 2020  | 2021  | 2023    |       |       |       |       |       |
| ↘9159 | ↘9142 | ↘9119 | ↘9081 | ↘9051 | ↘8667 | ↘8618   |       |       |       |       |       |

Национальный состав
По итогам переписи населения 2020 года проживали следующие национальности (национальности менее 0,1 % и другое см. в сноске к строке «Другие»):
| Национальность | Численность, чел. | Доля     |
| -------------- | ----------------- | -------- |
| Марийцы        | 6832              | 78,83 %  |
| Русские        | 1223              | 14,11 %  |
| Татары         | 450               | 5,19 %   |
| Чуваши         | 14                | 0,16 %   |
| Азербайджанцы  | 11                | 0,13 %   |
| Армяне         | 11                | 0,13 %   |
| Таджики        | 9                 | 0,10 %   |
| Другие         | 117               | 1,35 %   |
| Итого          | 8667              | 100,00 % |

## Экономика
На 1 января 2009 года в посёлке Морки насчитывалось более 1200 частных домов и более 10000 жителей. 30 % населения живёт в благоустроенных каменных домах. Имеется 87 улиц.
В посёлке находится более семидесяти учреждений, предприятий, организаций, магазинов, работает рынок. Узлы почтовой и электросвязи оказывают услуги населению и организациям. С помощью ОАО «Мартелком» стали осуществлять беспроводное вещание. В посёлке имеются 82 магазина, 9 закусочных, «Общепит», столовая «Энсул», кафе «Русь», хлебокомбинат. На 1 января 2010 года работают филиал завода «Контакт», леспромхоз, лесхоз, ДРСГУП, строительная ПМК, «Моркинскагроэнерго», 2 МТС — Моркинская и Шиньшинская, райпо, газокомпрессорная станция КС-21.

## Достопримечательности
В центре посёлка расположены два озера. Работают две библиотеки — центральная и детская — с книжным фондом в несколько сот тысяч экземпляров. В посёлке выходит газета «Морко мланде».

## Религия
В посёлке Морки действует буддийский центр, в августе 2012 года открыта буддийская Ступа Просветления.
Церковь Богоявления РПЦ, а также мечеть в центре поселка.

## Люди, связанные с селом
- Авраамий (Чурилин) (1867, Морки—1938), епископ Пензенский и Саранский.
- Иванов Иван Иванович (1874—1966) — марийский русский и советский педагог. Преподаватель Моркинского педагогического училища (1936—1954). Заслуженный учитель школы РСФСР (1941).
- Зайцев Михаил Аркадьевич (род. 1954) — депутат Верховного Совета СССР 10-го созыва (1979—1984).
- Павел Иванович Пичугин (1876, Морки—1954), врач, доктор медицины[27].
- Калагин Леонид Романович (1907—1970) — советский военный врач.
- Куликов Николай Александрович (1910—1961) — советский педагог, заслуженный учитель школы Марийской АССР.
- Мухина Евстолия Григорьевна (1918—2003) —  советский педагог. Учитель русского языка и литературы, завуч Моркинской средней школы Марийской АССР (1956—1965). Заслуженный учитель школы РСФСР (1964).
- Смирнов, Георгий Николаевич (1901—1962) — советский врач-фтизиатр. Главный врач Козьмодемьянской городской больницы (1934―1952) и Козьмодемьянского противотуберкулёзного диспансера Марийской АССР (1934―1960). Заслуженный врач РСФСР (1959).

## Галерея
- Исторический музей
- Дворец культуры
- Администрация посёлка
- Церковь Богоявления